# Sfolgorio di stelle
Sfolgorio di stelle (Sensations of 1945) è un film del 1944 diretto da Andrew L. Stone.

## Produzione
Il film fu prodotto dalla Andrew L. Stone Productions.

## Distribuzione
Distribuito dalla United Artists, il film uscì nelle sale cinematografiche statunitensi il 30 giugno 1944.